# Rovelló (grup de bolets)

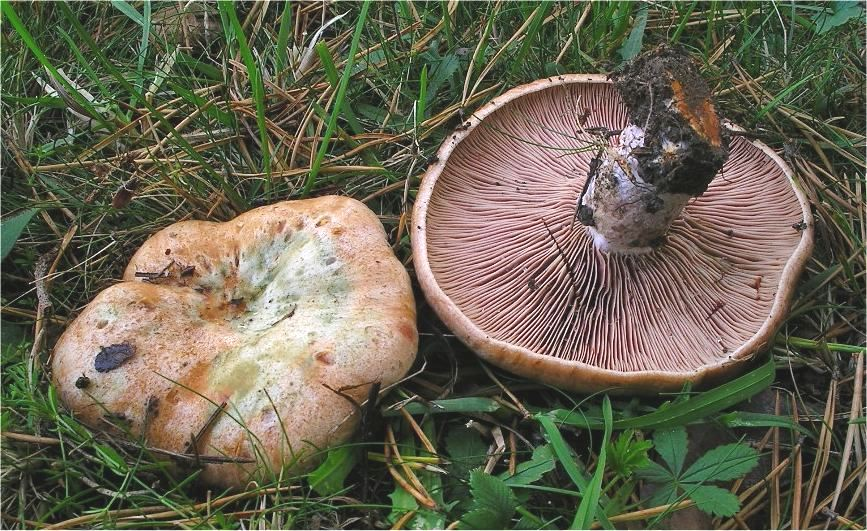
Rovelló (Lactarius sanguifluus)

Els rovellons són bolets de carn granulosa, engrunadissa i que, en ferir-la, allibera làtex o llet de color taronja o vermell sang. A voltes presenten tonalitats blaves o verdoses sota la cutícula o a la cama.
Sempre apareixen vora coníferes, acompanyades sovint per boix, estepes, mata, aladern, càrritx, murta o llistó.
Els rovellons són comestibles. Poden ser parasitats per un fong ascomicet del gènere Hypomyces que els elimina les làmines. Aleshores les anomenem rovelloneres o mares de rovelló; són igualment comestibles. Totes les espècies de rovellons pertanyen al gènere Lactarius.

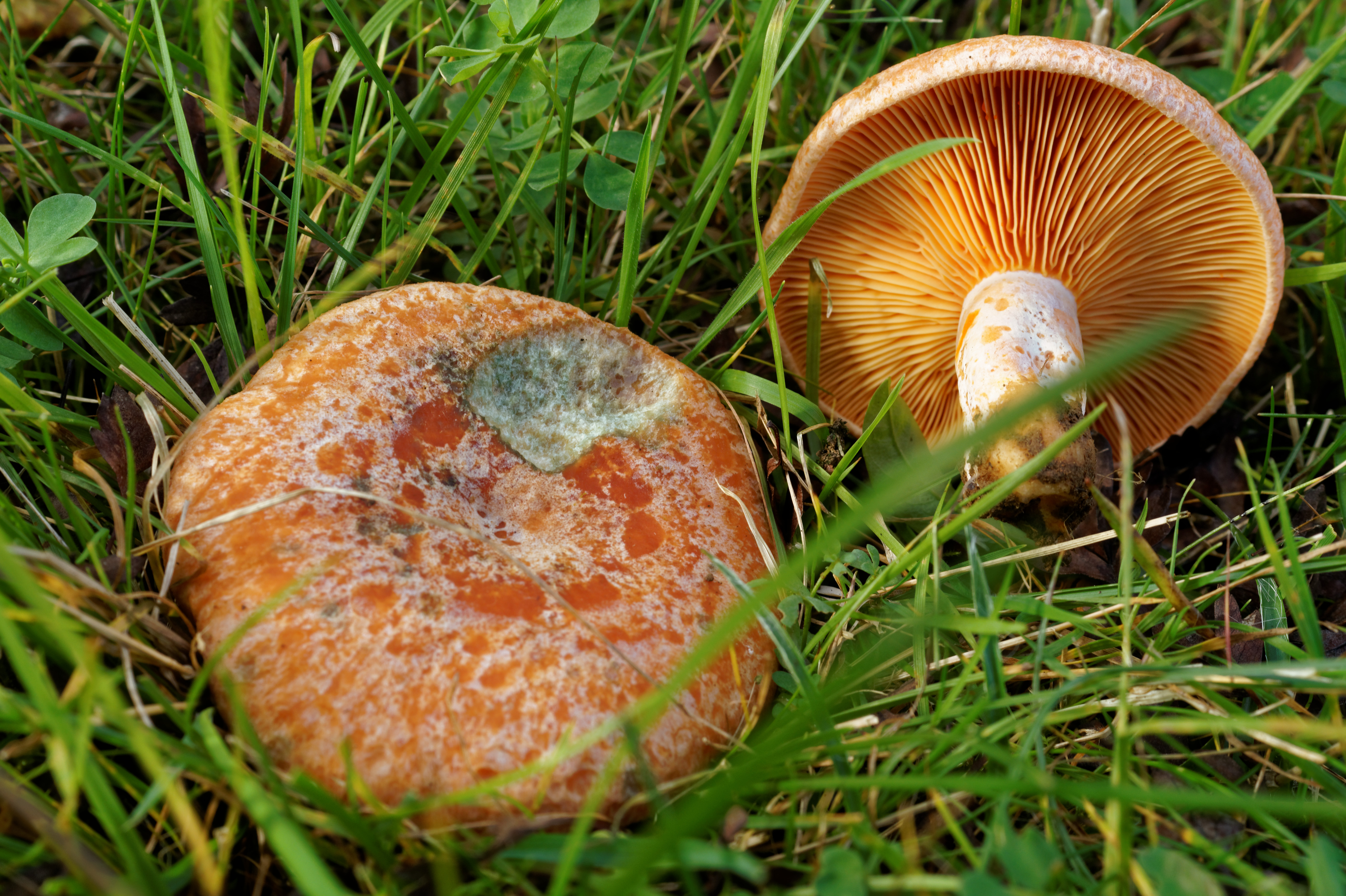
Pinetell (Lactarius deliciosus)

## Espècies de rovellons
Es diferencien dos grans grups de rovellons: 

### Rovellons vers
Els rovellons vers o esclata-sangs són rovellons que en ferir-los deixen escolar làtex de color roig sang, blau o taronja, però, en aquest darrer cas, esdevé roig en menys de 10 minuts. Les làmines dels rovellons vers són taronges, roses o vinàcies, i només són fongs micorrízics de pins.
- Lactarius cyanopus, rovelló blau
- Lactarius sanguifluus, rovelló esclata-sang
- Lactarius semisanguifluus, rovelló pinetell
- Lactarius vinosus, rovelló vinader
- Lactarius indigo, rovelló indi

### Pinetells
Els pinetells són rovellons que en ferir-los deixen escolar làtex de color taronja i aquest color es manté durant 10-15 minuts. En els pinetells les làmines són taronges i són fongs micorrízics de pins, avet o pícea
- Lactarius deliciosus, pinetell
- Lactarius deterrimus, pinetell de pícea
- Lactarius quieticolor, pinetell de pi negre
- Lactarius salmonicolor, pinetell d’avet
- Lactarius fennoscandicus, pinetell de Fennoscàndia